# Ahmat Abdulhamidovič Kadirov
Ahmat Abdulhamidovič Kadirov (rusko Ахмат Абдулхамидович Кадыров), čečenski politik in mufti, * 23. avgust 1951, Karaganda, Kazahstanska SSR, † 9. maj 2004, Grozni.
Kadirov je bil predsednik Čečenije med letoma 2003 in do svoje smrti. Njegov sin Ramzan Kadirov ta položaj zaseda od leta 2007.
1. 1 2  Find a Grave — 1996.
2. 1 2  Munzinger Personen
3. ↑  The Guardian — United Kingdom: GMG, 1821. — ISSN 0261-3077